# Waltham Cross
Waltham Cross – miasto w Wielkiej, w Anglii, w regionie East of England, w hrabstwie Hertfordshire. W 2001 r. miasto to zamieszkiwało 10 000 osób.
W Waltham Cross znajduje się jeden z trzech zachowanych krzyży Eleonory z końca XIII w., upamiętniających miejsca postoju orszaku z ciałem królowej Anglii Eleonory kastylijskiej.